# Saint-Vincent-de-Cosse

Saint-Vincent-de-Cosse este o comună în departamentul Dordogne din sud-vestul Franței. În 2009 avea o populație de 374 de locuitori.

## Evoluția populației
| An        | 1975 | 1982 | 1990 | 1999 | 2006 | 2009 |
| --------- | ---- | ---- | ---- | ---- | ---- | ---- |
| Populație | 278  | 314  | 302  | 351  | 371  | 374  |